# Акташское сельское поселение
Акташское се́льское поселе́ние — муниципальное образование в Улаганском районе Республики Алтай Российской Федерации.
Административный центр — село Акташ.

## История
Статус и границы сельского поселения установлены Законом Республики Алтай от 13 января 2005 года № 10-РЗ «Об образовании муниципальных образований, наделении соответствующим статусом и установлении их границ».

## Население
| 2010  | 2011  | 2012  | 2013  | 2014  | 2015  | 2016  | 2017  | 2018  |
| ----- | ----- | ----- | ----- | ----- | ----- | ----- | ----- | ----- |
| 2755  | ↗2759 | ↘2731 | ↗2743 | ↘2433 | ↗2441 | ↘2418 | ↘2401 | ↗2407 |
| 2019  | 2020  | 2021  |       |       |       |       |       |       |
| ↗2476 | ↘2465 | ↘2113 |       |       |       |       |       |       |

## Состав
| № | Населённый пункт | Тип населённого пункта       | Население |
| - | ---------------- | ---------------------------- | --------- |
| 1 | Акташ            | село, административный центр | ↘2113     |